# Bâlciul deșertăciunilor (film din 2004)
Bâlciul deșertăciunilor (Vanity Fair) este un film anglo-american de comedie romantică produs în anul 2004 în regia  Mirei Nair care s-a inspirat din romanul satiric Vanity Fair (Bâlciul deșertăciunilor) al romancierului William Makepeace Thackeray.

## Rezumat
Becky Sharp provine dintr-o familie săracă, ea este fiica unui pictor englez și a unei cântărețe franceze, Becky rămâne ca și copil orfană de ambii părinți. Încă din copilărie ea visează să ducă o viață luxoasă. Ea devine guvernantă în casa lui Sir Pitt Crawley, un om excentric. Becky îl seduce pe Rawdon, fiul lui Crawley, care este cartofor și ofițer de dragoni. Împotriva voinței familiei cei doi se căsătoresc, însă planurile lui Becky de o viață în huzur sunt spulberate, deoarece Rawdon nu mai este sprijinit financiar de familia sa.
Profitând de lipsa soțului ei care participă ca ofițer în războiul contra lui Napoleon. Becky începe să-i facă ochi dulci marchizului Steyne, care însă pretinde de la ea mai tot mult decât ea era în stare să ofere.

## Distribuție
- Reese Witherspoon - Rebecca "Becky" Sharp Crawley
- Angelica Mandy - tânăra Becky Sharp
- Romola Garai - Amelia Sedley Osborne
- Sophie Hunter[11] - Maria Osborne
- James Purefoy - Colonel Rawdon Crawley
- Jonathan Rhys-Meyers - Cpt. George Henry Osborne
- Rhys Ifans - Maior William Dobbin
- Eileen Atkins - Miss Matilda Crawley
- Geraldine McEwan - Contesa de Southdown
- Gabriel Byrne - Marchiza de Steyne
- Bob Hoskins - Sir Pitt Crawley the Elder
- Douglas Hodge - Sir Pitt Crawley the Younger
- Natasha Little - Lady Jane Sheepshanks Crawley
- John Woodvine - Lord Bareacres
- Barbara Leigh-Hunt - Lady Bareacres
- Nicholas Jones - Lord Darlington
- Sian Thomas - Lady Darlington
- Trevor Cooper - General Tufto
- Kelly Hunter - Marchiz de Steyne
- Camilla Rutherford - Lady Gaunt
- Alexandra Staden - Lady George
- Jim Broadbent - Mr. Osborne
- Tony Maudsley - Joseph "Jos" Sedley
- John Franklyn-Robbins - Mr. John Sedley
- Deborah Findlay - Mrs. Mary Sedley
- Daniel Hay - micul George "Georgy" Osborne the Younger
- Tom Sturridge - tânărul George "Georgy" Osborne the Younger
- Kathryn Drysdale - Rhoda Swartz
- Ruth Sheen - Miss Pinkerton
- Richard McCabe - King George IV
- Gledis Cinque - bătrâna Celia Crawley
- William Melling - tânărul Rawdy Crawley
- Robert Pattinson - bătrânul Sir Rawdon "Rawdy" Crawley the Younger (scene șterse)[12][13]